# Володина, Екатерина Владимировна
Екатерина Владимировна Володина (род. 15 ноября 1973, Кондинское, Кондинский район) — русская поэтесса, поэт-песенник, общественный деятель; член Союза писателей России, Русского ПЕН-центра, участник литературного объединения ДООС, член Ассоциации писателей Урала, сопредседатель литературного Совета Ассамблеи народов Евразии и Африки.
Региональный редактор первого Всероссийского литературного журнала «ЛиФФт» по Тюменской области.

## Биография
Родилась 15 ноября 1973 года в селе Кондинское Тюменской области.
Окончила Северо-Западную академию государственной службы при президенте РФ (РАНХ) г. Санкт-Петербург.
Стихи сочиняла с раннего возраста. Первая книга стихов Екатерины Володиной вышла в 2001 году. Участник литературных семинаров молодых писателей Тюменской области и Ханты-Мансийского автономного округа — Югры.

С 1996 года проживала в Ханты-Мансийском автономном округе Югра, работала преподавателем, заведующей кафедрой естественнонаучных дисциплин, начальником отдела по внеучебной работе в Нижневартовском экономико-правовом институте (филиал Тюменского государственного университета). Руководила студенческим литературным объединением «Слово», была главным редактором студенческой газеты.
Екатерина Владимировна Володина — участник I Съезда Литературного Совета Ассамблеи народов Евразии в Москве (2018).
В 2019 году Екатерина Владимировна была в числе организаторов Всероссийского литературного фестиваля ЛиФФт, проходившем в Тюмени и Тобольске, который был посвящён Международному году языков коренных народов и 75-летию Тюменской области; далее — в проектах Ассамблеи народов Евразии и России, проводимых на различных площадках, в том числе в Общественной палате, Госдуме.
Куратор по Тюменской области международного литературного проекта «Поэзия на языках коренных народов» (в рамках международного проекта ООН и России «Год языков коренных народов»).
Активно участвует в социокультурной повестке и развитии литературы Западной Сибири.
Екатерина Володина — участник международных литературных форумов и конференций в России, Словакии, Азербайджане, Непале, Индии, Турции, участник Ливанского культурного форума.
В 2022 году представляла Россию на Международном фестивале поэзии в Медельине International Poetry Festival of Medellín (Колумбия).
Многократный участник просветительских процессов, в том числе благотворительных акций, общественных движений.

## Общественная позиция
В 2022 году подписала письмо в поддержку российского военного вторжения на Украину.

## Публикации
«Врата Сибири», «День и ночь», «Паровозъ», «Журнал ПОэтов», «День поэзии», «ЛИФФТ», «Слово народов севера», «Тюмень литературная», «Приокские Зори», «Сибирская православная газета», «Православный Сибирячек», «Александр», «Старт», в периодических изданиях Австралии, Австрии, Германии, Канады, Сербии, Непала, Египта, Словении, США, Албании, Бельгии, Азербайджана, Украины, Таджикистана, Молдавии, Белоруссии. Внештатный корреспондент Тобольской Митрополии, автор более ста газетных и журнальных публикаций аналитического и публицистического характера по политической и социально-экономической тематике. Автор десяти книг. Стихи переведены на английский, немецкий, испанский, французский, польский, иврит, непальский, румынский, молдавский, белорусский, украинский, таджикский, азербайджанский, балкарский, киргизский, узбекский и казахский языки.

## Награды
- Стипендиат государственной стипендий для выдающихся деятелей культуры и искусства России за 2015 год
- Лауреат регионального конкурса «Книга года 2016»[10]
- Финалист национальной литературной премии «Наследие» за 2016 год[11]
- Обладатель Гранта Правительства ХМАО — Югры в области журналистики[12]
- Благодарственное письмо губернатора Тюменской области 2016
- Почётная грамота Департамента культуры Тюменской области 2019
- Благодарственное письмо Ассамблеи народов России 2020
- Серебряный лауреат «На Благо Мира» премия за гуманизм и доброту в искусстве 2020 год
- Почётная грамота Ассамблеи народов России 2021 год
- Благодарственное письмо Ассамблеи народов Евразии 2021
- Серебряная медаль Всероссийского литературного фестиваля фестивалей ЛиФФт (2022)
- Имеет общественные и ведомственные награды.

## Цитата
Когда я слышу имя Екатерины Володиной, — я вижу картины жизни родного края. Вижу белые снега долгих и суровых зим моей земли. Вижу белые ночи в пору буйного цветения деревьев и трав, в июньские дни нашего короткого, но такого прекрасного лета. В стихах Екатерины Володиной каждый найдёт что-то близкое, родное, созвучное трепету сердечных струн собственной души. Её поэтические строки исполнены искренности, рождены чутким сердцем, в них много пылкой любви, нежности, света, белизны.
— Еремей Айпин